# Twice Upon a Time: The Singles
Albums de Siouxsie and the Banshees
Superstition
(1991) The Rapture
(1995)
Twice Upon a Time: The Singles (sorti en 1992) est un album compilation du groupe Siouxsie and the Banshees, regroupant les singles du groupe sortis entre 1982 et 1992.

## Liste des titres
1. Fireworks (single inédit)
2. Slowdive
3. Melt !
4. Dear Prudence (single inédit)
5. Swimming Horses
6. Dazzle
7. Overground (extrait du EP The Thorn enregistré en 1984)
8. Cities in Dust
9. Candyman
10. This Wheel's on Fire
11. The Passenger
12. Peek-a-Boo
13. The Killing Jar
14. The Last Beat of My Heart (une version live inédite enregistrée en 1991 à Seattle)
15. Kiss Them for Me
16. Shadowtime
17. Fear (of the Unknown)
18. Face to Face (single inédit)